# Sykiá (ort i Grekland, Chalkidike)
Sykiá (Sykia) är en ort i Grekland.   Den ligger i prefekturen Chalkidike och regionen Mellersta Makedonien, i den nordöstra delen av landet, 230 km norr om huvudstaden Aten. Sykiá ligger 27 meter över havet och antalet invånare är 1 903.
Terrängen runt Sykiá är huvudsakligen kuperad, men österut är den platt. Sykiá ligger nere i en dal.  Närmaste större samhälle är Néos Marmarás, 14,8 km väster om Sykiá. 